# Ageneiosus

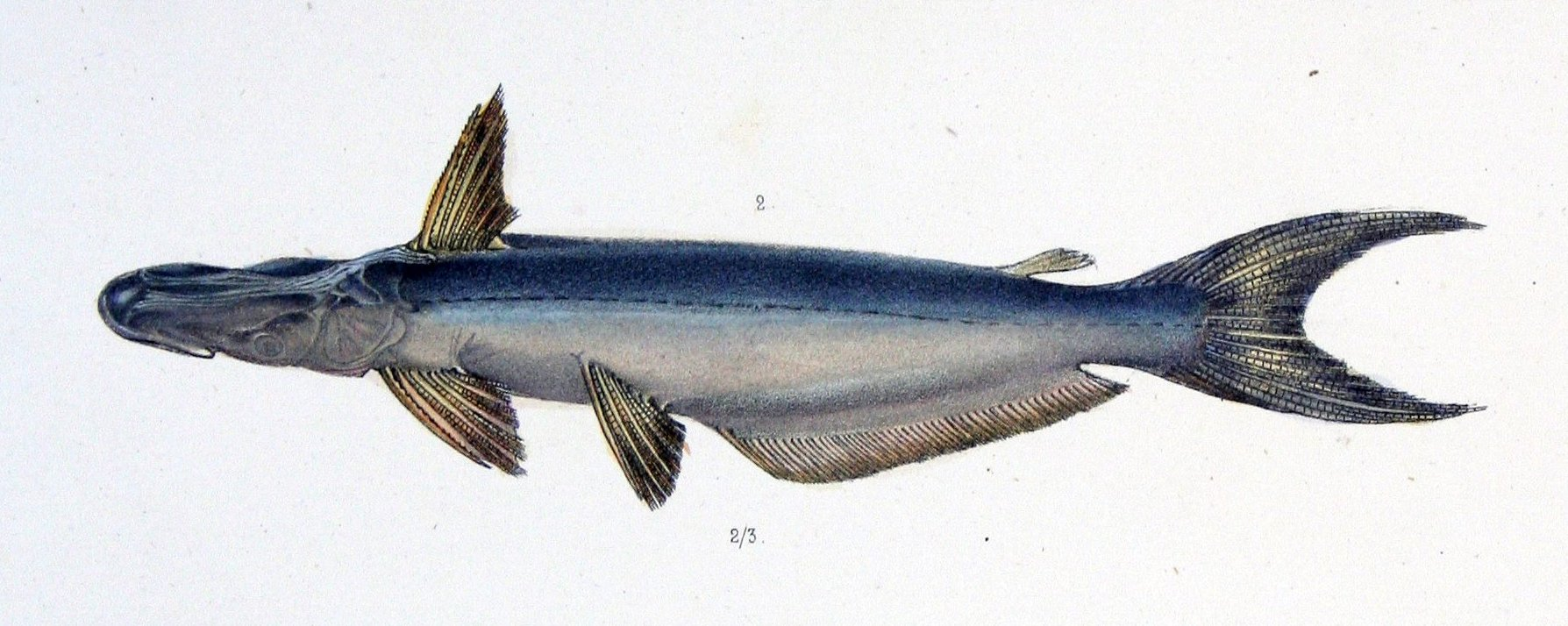
Ageneiosus vittatus.

Ageneiosus es un género de peces de agua dulce de la familia Auchenipteridae y del orden de los Siluriformes. Las especies que lo integran son denominadas popularmente manduvás o bagres bocudos. En las especies mayores la longitud total ronda los 60 cm. Se distribuye en los cursos fluviales del norte y centro de Sudamérica cálida, llegando por el sur hasta el Río de la Plata superior, en el centro-este de la Argentina y Uruguay. Una especie vive en ríos de América Central.

## Taxonomía
Este género fue descrito originalmente en el año 1803 por el zoólogo francés Bernard Germain Étienne de Laville-sur-Illon, conde de Lacépède.
Especies

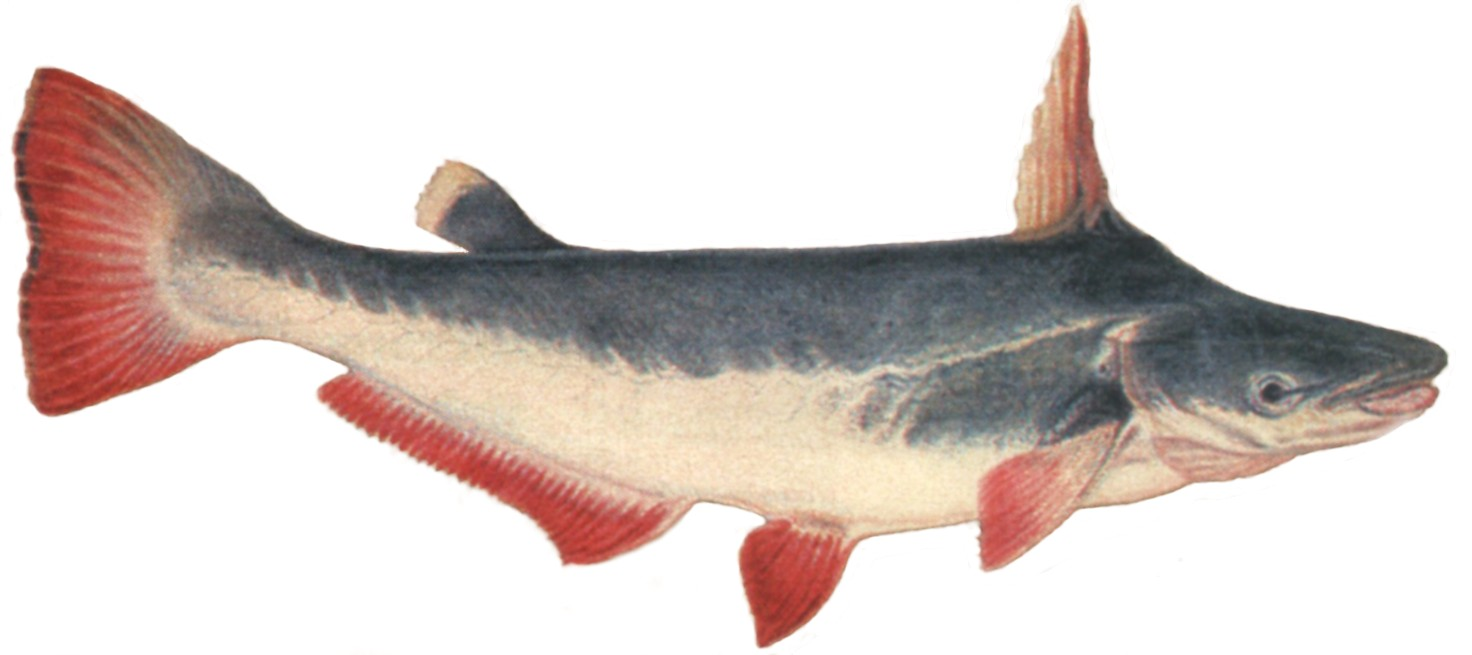
Ageneiosus militaris.

Este género se subdivide en 12 especies:
- Ageneiosus atronasus C. H. Eigenmann & R. S. Eigenmann, 1888
- Ageneiosus brevis Steindachner, 1881
- Ageneiosus inermis (Linnaeus, 1766)
- Ageneiosus magoi Castillo G. & Brull G., 1989
- Ageneiosus militaris Valenciennes, 1836
- Ageneiosus pardalis Lütken, 1874
- Ageneiosus piperatus (C. H. Eigenmann, 1912)
- Ageneiosus polystictus Steindachner, 1915
- Ageneiosus rondoni A. Miranda-Ribeiro, 1914
- Ageneiosus ucayalensis Castelnau, 1855
- Ageneiosus uranophthalmus F. R. V. Ribeiro & Rapp Py-Daniel, 2010
- Ageneiosus vittatus Steindachner, 1908

## Importancia económica y cultural
No son frecuentes las especies de este género empleadas como peces de acuario. Se pescan deportivamente, específicamente, o en la modalidad «variada».